# Guerra d'Hispània (416-418)
La guerra d'Hispània entre els anys 416 i 418 va ser un conflicte bèl·lic que va enfrontar a l'Imperi Romà d'Occident amb els vàndals silings i els alans assentats a les províncies hispanes de Bètica, Lusitània i Cartaginense. L'Imperi no va lluitar amb les seves pròpies tropes sinó que va utilitzar als visigots i als vàndals asdings els qui van combatre en el seu nom com foederati.

## Antecedents

### La pèrdua de les províncies hispanes
El 31 de desembre de l'any 406 una coalició de pobles bàrbars (alans, vàndals asdings, vàndals silings i sueus) van trencar les defenses frontereres romanes al Rin i van envair la Gàl·lia. Després de dos anys i mig de saquejos, van decidir travessar els Pirineus a la tardor de 409 i van entrar a la diòcesi d'Hispània. Van aprofitar per a això que les tropes romanes existents s'hi trobaven concentrades a la província Tarraconense per a ser utilitzades en la guerra que enfrontava a Geronci amb Constantí de Britània.
Durant dos anys, els invasors van estendre la destrucció per la resta de les províncies hispanes a la península fins que, el 411, van decidir repartir-les entre ells. Els alans eren el grup més important i es van quedar amb dos: Lusitània i Cartaginense. Als vàndals silings, per la seva banda, els va correspondre la Bètica mentre que els vàndals asdings i els sueus es van haver de repartir la província més petita de totes: la Gallaècia.
Després del repartiment, tant vàndals com alans van intentar arribar a un acord amb el govern imperial que legitimés, d'alguna manera, el seu assentament. Amb aquest objectiu van enviar ambaixadors a Ravenna i van sol·licitar ser reconeguts com a foederati per al que van oferir ostatges i lluitar com a aliats de l'Imperi. Només els vàndals asdings, els més febles, hi van tenir èxit mentre que els vàndals silings i els alans van veure rebutjades les seves propostes.

### La guerra gòtica i les usurpacions
Quan la coalició invasora va saquejar Hispània, el govern d'Honori no va poder fer res per evitar-ho, ja que només controlava la prefectura d'Itàlia i part de l'exèrcit imperial. A més, estava immers en una guerra contra els visigots i en la seva pròpia defensa enfront de les usurpacions de Constantí III, Joví i Heraclià. Només després d'eliminar-les va poder reunir el que quedava de tropes a l'estiu del 413 i concentrar el seu esforç per acabar amb els invasors. Amb tot, la seva capacitat seguia sent limitada, ja que les lluites des del 406 havien reduït els efectius comitatenses a la meitat.
El primer objectiu van ser els visigots que, aleshores, controlaven el sud-est de la Gàl·lia. Flavi Constanci, el general al comandament, va evitar l'enfrontament directe i va confiar que la falta de subministraments els doblegaria. Va tenir èxit en la seva estratègia perquè, amb els ports bloquejats i l'interior devastat, Walia es va aviar a negociar un acord de pau. Els visigots van obtenir el que portaven buscant des de la seva entrada a Itàlia diversos anys abans: un assentament legal dins de les fronteres de l'Imperi, a la vall del riu Garona. A canvi, havien de lluitar en nom de Roma contra els invasors que ocupaven Hispània.

## Desenvolupament

Campanyes entre 416 i 418 dels visigots i vàndals asdings per recuperar, en nom de l'Imperi romà, les províncies de Bètica, Lusitània i Cartaginense.

### Reconquesta de la Cartaginenca
Els alans havien rebut dues províncies i s'estima que estaven dividits en dos grups diferents: el que es va assentar a la Cartaginenca seguint a Respendial i els que ho van fer a Lusitània sota el comandament d'Addac. Sembla que la reconquesta de la província Cartaginenca no va ser obra dels visigots sinó dels vàndals asdings. Aquests, al comandament del seu rei Gunderic, es van dirigir a l'interior peninsular i van aconseguir derrotar els alans de Respendial els supervivents dels quals es van posar a les ordres del seu rei i van tornar amb ells a Gallaecia.

### Reconquesta de Bètica i Lusitània
Els visigots van partir de Bàrcino (Barcelona) a mitjans de l'any 416. Tenien un particular ressentiment contra els vàndals silings, ja que, durant els anys anteriors, aquests s'havien aprofitat de la seva escassetat de subministraments per vendre'ls el blat a preus desorbitats. Es van dirigir a la província de Bètica encara que no se sap amb certesa per quin mitjà. S'especula que va ser per terra o bé transportats per mar amb vaixells de l'armada imperial.
Una vegada al sud, van començar a fustigar els silings i Walia va aconseguir capturar al seu rei Fridibald, sense lluita, mitjançant un estratagema. La batalla entre els dos exèrcits es va produir al costat de Calpe occidental (Carteia) on els visigots van infringir una severa derrota als vàndals que van patir una gran quantitat de baixes. Els vencedors van passar l'any 417 expulsant de la província els invasors que quedaven els qui van fugir cap al nord amb les seves famílies per refugiar-se dins el territori dels asdings.
El següent objectiu van ser els alans d'Addac. Els visigots van avançar cap al nord i van entrar al seu territori. El 418 es va produir el xoc contra l'exèrcit alà i el seu rei va morir durant el combat. Igual que havien fet l'altre grup d'alans i els silings, els supervivents van optar per no triar un nou líder i van fugir cap al territori asding per unir-s'hi.

## Final de la guerra i conseqüències
Després de la derrota dels alans, Flavi Constanci va ordenar als visigots aturar la campanya aquest any 418 i dirigir-se a la Gàl·lia on se'ls va concedir un assentament a la província d'Aquitània Segona i a la vall del riu Garona. La guerra no va continuar contra els invasors assentats a Gallaècia: l'Imperi va mantenir l'acord d'aliança amb els asdings mentre que els sueus, finalment, tampoc no van ser molestats.
L'Imperi va aconseguir recuperar les províncies perdudes i restablir-ne l'administració. Per a l'any 420 ja es té constància de l'existència d'un vicari per a Hispània anomenat Maurocel. Tot i això, la pau duraria poc. Els asdings van veure augmentada considerablement la seva força militar de tal manera que, al següent any 419, van intentar expandir el seu territori a costa dels sueus i van provocar una guerra entre ells. Després del seu fracàs, van fugir cap al sud, es van apoderar de la Bètica i van derrotar els romans l'any 422.